# Catweazle
Catweazle (El brujo que quiso volar en Hispanoamérica) fue una serie de televisión británica del año 1970, creada y escrita por Richard Carpenter y producido por London Weekend Television bajo la marca LWI (London Weekend International), y difundido en el Reino Unido por ITV. Se grabaron dos temporadas, cada una consta de 13 episodios de 25 minutos de duración.
La serie fue muy popular en el Reino Unido, Alemania, Australia, Checoslovaquía y Noruega. 

## Resumen
La serie presentaba a Geoffrey Bayldon en el personaje principal que da el nombre al programa, un mago del siglo XI que accidentalmente viaja a través del tiempo al año 1970, trabando amistad con un muchacho pelirrojo a quien apoda "Zanahoria" (Robin Davies), quien pasa la mayor parte de la serie intentando esconder a Catweazle de su padre y de Sam, el mozo de la granja. Mientras tanto, Catweazle busca una manera de volver a su tiempo mientras permanece escondido en el 'Castillo Saburac', una torre de agua en desuso donde vive junto con su espíritu familiar, una rana llamada Touchwood. 
La segunda temporada presentó un acertijo de 12 piezas que Catweazle, una vez más de vuelta en la Inglaterra de los años 1970, intenta resolver pieza por pieza, con la solución que aparece en el capítulo 13. En esa temporada hace amistad con un chico rubio con gafas apodado "cara de búho" (Gary Warren).
Catweazle confunde toda la tecnología moderna con poderosos artilugios mágicos, principalmente la electricidad y el telling bone (teléfono).
Toda la serie se filmó en 16mm. La primera temporada se grabó principalmente en Home Farm, East Clandon, cerca a Guildford en Surrey, Inglaterra en 1969. La segunda temporada se grabó cerca del área de Bayford/Brickendon en Hertfordshire en 1970.
Hay dos novelas escritas por Carpenter, una correspondiendo a cada temporada: Catweazle y Catweazle y el zodiaco mágico. Una versión cómica también fue producida y escrita por Angus P. Allan.
La serie ganó el premio Writer's Guild por mejor guion dramático para serie infantil de televisión en 1971.
La primera temporada fue lanzada en DVD (Zona 2) el 23 de mayo de 2005, con una corta reunión documental "Brothers in Magic" y comentarios de Carpenter, Bayldon, Davies y el productor ejecutivo Joy Whitby en algunos capítulos. La segunda serie fue lanzada el 29 de agosto de 2005.